# Sekspositieve-beweging
De sekspositieve-beweging (sterk gerelateerd aan seks-positief feminisme) is een sociale (en deels filosofische) beweging die de positieve, gezonde en bevrijdende kant van seksualiteit omarmt, in al haar verscheidenheid. Het uitgangspunt is dat seksueel gedrag, zolang het consensueel, respectvol en veilig is, niet veroordeeld of gestigmatiseerd mag worden. De beweging is ontstaan in de laatste twintig jaar van de twintigste eeuw als reactie op de zogenaamde feminist sex wars. Hierbij raakte het feministische debat over seks verdeeld over onderwerpen als pornografie, BDSM en sekswerk. Ook in latere jaren zou volgens hen nog te veel nadruk zijn gelegd op de negatieve kanten van seks, zoals seksuele dwang, objectivering van vrouwen en uitbuiting. In plaats hiervan streeft de beweging naar begrip, acceptatie, openheid en educatie over de verschillende kanten van de menselijke seksualiteit. Ze keert zich tegen repressieve normen, schaamte of schuldgevoelens.
Belangrijke kernwaarden zijn: Consent, respect, veiligheid en verantwoordelijkheid. Wanneer hieraan wordt voldaan zou alles mogelijk moeten zijn. Hiermee stelt de beweging dat, wanneer aan deze voorwaarden is voldaan, seksuele handelingen en verlangens nooit verkeerd zijn. Hoe divers deze ook mogen zijn. Gendergelijkheid speelt hier een essentiële rol in. Ze moedigt mensen aan om hun seksuele verlangens in alle vrijheid te verkennen.  Andere waarden zijn diversiteit en inclusiviteit. Men zet zich in voor de acceptatie van de verschillende seksuele oriëntaties en genderidentiteiten.
Belangrijke pioniers van de sekspositieve-beweging zijn Ellen Willis, Shirley Temple Bar, Betty Dodson en Gayle Rubin. Andere pleitbezorgers zijn Erika Lust, Tristan Taormino, Nina Hartley, Amia Srinivasan en Carol Queen.